# Tjernobylulykken
Atomulykken i Tjernobyl var en ulykke, der indtraf lørdag den 26. april kl 01:23 1986 på Tjernobyl-atomkraftværket i Ukraine i det daværende Sovjetunionen. Ved ulykken, der regnes som den værste i atomkraftens historie, eksploderede reaktor nr. 4, og da reaktoren ikke var omgivet af en indkapsling (en solid beton- eller stålindkapsling som en "sidste barriere", hvis noget skulle gå galt i selve reaktoren), sendte eksplosionen en sky af radioaktivt materiale ud i atmosfæren. Dette materiale drev med vind og nedbør ud over dele af det vestlige Sovjetunionen, Europa, Skandinavien og helt til det østlige USA. Store dele af Hviderusland, Rusland og Ukraine blev slemt forurenet, og 336.000 mennesker måtte evakueres og genhuses andre steder.
Mængden og spredningen af radioaktiv forurening hersker der tvivl om; i en schweizisk rapport er anført, at 60% af forureningen landede i Hviderusland, mens Europas grønne partier og bevægelser har udsendt en rapport, der hævder, at halvdelen af nedfaldet endte uden for de tre tidligere sovjetrepublikker. Tjernobyl-ulykken udløste mere end fire hundrede gange den radioaktive forurening, der kom af atombomben over Hiroshima.
Ulykken gav anledning til bekymring for Sovjetunionens atomkraftanlæg, lagde en dæmper på udbygningen af atomkraft i en årrække og tvang den sovjetiske ledelse til at være mindre hemmelighedsfuld. I dag er Rusland, Hviderusland og Ukraine uafhængige stater, men de har arvet en tung økonomisk byrde med at rydde op og behandle mennesker for skader fra ulykken. Det er svært at sætte et tal på dødsofrene for begivenhederne i Tjernobyl, eftersom sovjettidens hemmelighedskræmmeri gør det svært at spore de enkelte ofre. De sovjetiske myndigheder forbød læger at angive "stråling" som dødsårsag, og ukomplette lister over ofre blev offentliggjort. Men de mange dødsfald som følge af især kræft som man forventede på længere sigt efter ulykken, har endnu ikke vist sig, og hvis de gør, bliver det svært med sikkerhed at udpege atomulykken som årsagen. Ifølge en rapport fra 2005 udarbejdet under ledelse af IAEA og WHO er antallet af døde som følge af Tjernobyl 56; 47 arbejdere, der ryddede op på anlægget efter ulykken, samt ni dødsfald som følge af kræft i skjoldbruskkirtlen hos børn, og dertil forventes det, at 9000 ud af de ca. 6,6 millioner berørte mennesker på sigt vil dø af en eller anden form for kræft. På den anden side sætter Greenpeace antallet af dødsofre til 93.000, men henviser til at nyligt offentliggjorte statistikker tyder på yderligere 200.000 dødsfald i perioden fra 1990 til 2004.

## Atomkraftværket
Tjernobyl-atomkraftværket (Чернобыльская АЭС им. В.И.Ленина – "Tjernobyl Atomkraftværk i V. I. Lenins navn") ligger på 51°23'14" nord, 30°06'41" øst ved byen Pripjat i Ukraine; 18 kilometer nordvest for byen Tjernobyl, 16 kilometer fra grænsen til Hviderusland og ca. 110 kilometer nord for Kyiv. Anlægget bestod af fire atomreaktorer, som hver havde en effekt på 1 gigawatt elektricitet (ud fra 3,2 gigawatt varmeenergi), og på den tid, hvor ulykken indtraf, dækkede disse fire reaktorer en tiendedel af Ukraines elektricitetsbehov. Dertil var yderligere to reaktorer af samme type, kaldet RBMK-1000, under opførelse. Efter ulykken blev disse to aldrig færdiggjort.

## Ulykken
Den 26. april 1986 klokken 1:23 lokal tid indtraf en katastrofal dampeksplosion i reaktor nr. 4, som udløste en brand i den grafit der udgjorde reaktorens neutron-moderator, flere efterfølgende eksplosioner og endelig nuklear nedsmeltning.

### Årsager
Der er officielt fremsat to modstridende teorier om, hvad der gik galt: Den første kom i august 1986 og placerede ansvaret hos de teknikere, der betjente anlægget, mens Valeri Legasov fremsatte en anden teori, der pegede på nogle uheldige egenskaber ved reaktorens indretning, specielt kontrolstængerne som hovedårsag til ulykken. Begge teorier havde deres fortalere, og der opstod lobbyfraktioner blandt forskellige grupper, herunder de der havde designet reaktoren, personalet på kraftværket og sovjetregeringen. En del uafhængige eksperter mener i dag, at ingen af teorierne helt præcist beskriver, hvad der skete.
En anden omstændighed, der bidrog til ulykken, var, at personalet ikke var blevet informeret om nogle problematiske egenskaber ved RBMK-reaktorernes indretning. Ifølge én af medarbejderne, Anatolij Djatlov, vidste reaktordesignerne, at reaktoren var farlig under bestemte betingelser, men de hemmeligholdt bevidst denne oplysning.
- Reaktoren har en faretruende høj positiv boblekoefficient; hvis der dannes dampbobler i det kølevand, der cirkulerer i reaktoren, accelererer kerneprocesserne i atombrændslet, og reaktoren kan på den måde "løbe løbsk", hvis der ikke gribes ind i tide. Hvis reaktoren arbejder ved "lavt blus", var der ikke nogen faktorer, der kunne gribe ind i denne løbske proces. At en reaktor er mere farlig, når den kører på lav frem for fuld ydelse, ses ikke intuitivt, og Tjernobyl-personalet var ikke blevet informeret om denne fare.
- En mere alvorlig fejl ved reaktoren lå i de såkaldte kontrolstænger: Disse stænger findes i alle atomreaktorer og bruges til at regulere reaktorens ydelse. Stængerne består normalt af et materiale, der absorberer de neutroner, der er vitale for de nukleare kædereaktioner i reaktoren, så ved at flytte kontrolstængerne lidt længere ind i eller ud af reaktoren kan man regulere dens energiproduktion. Kontrolstængerne i Tjernobyls RBMK-reaktorer havde imidlertid et endestykke lavet af grafit; noget der stik imod kontrolstængernes formål accelererer kædeprocesserne. I de første få sekunder, mens kontrolstængerne føres længere ind i reaktoren, ville processerne derinde modsat hensigten intensiveres. Dette var personalet heller ikke gjort opmærksom på.
- Delvis som en konsekvens af personalets mangelfulde viden blev sikkerhedsprocedurerne på stedet tilsidesat. På ulykkestidspunktet var man i gang med et eksperiment, som indebar, at en række sikkerhedsforanstaltninger blev sat ud af kraft, og kommunikationen mellem sikkerhedspersonale og de teknikere, der forestod eksperimentet, var utilstrækkelig. På et tidspunkt var alle på nær syv af reaktorens i alt 211 kontrolstænger trukket ud af reaktoren ("fuldt blus"-stillingen); føromtalte sikkerhedsprocedurer forbød drift af reaktoren med mindre end 15 kontrolstænger i reaktorkernen.

Ledelsen på Tjernobyl-værket var ikke specifikt uddannet i at drive et atomkraftværk; direktør V. P. Brjukhanov havde erfaring fra kulfyrede kraftværker, og chefingeniør Nikolai Fomin havde heller ikke arbejdet på andet end "konventionelle" kraftværker. Anatolij Djatlov, der var afdelingsingeniør for reaktor nr. 3 og 4, havde kun "nogen erfaring med små reaktorer", mere præcist små versioner af den VVER-reaktor, der oprindeligt var beregnet til brug i Sovjetunionens atomubåde.

### Forløb
Den 25. april skulle reaktor nr. 4 planmæssigt lukkes ned med henblik på vedligeholdelsesarbejde, og ved den lejlighed havde man besluttet sig for at afprøve, om værkets turbiner og elektriske generatorer kunne levere den fornødne strøm til bl.a. reaktorens egne kølevandspumper under en eventuel nødstandsning af reaktoren. Man havde et par dieseldrevne generatorer til at tage over for det tilfældes skyld, at der heller ikke kom elektricitet fra elnettet udefra den dag, et sådant nød-stop blev aktuelt, men da det i bedste fald tager nogle sekunder at starte dieselgeneratorerne op, kunne man risikere at stå uden strøm til kølevandspumperne. Men lige efter at reaktoren bliver standset, vil dampturbinerne og generatorerne stadig snurre som følge af deres inertimoment og kun gradvist "tabe omdrejningstal" i sekunderne efter standsningen — måske blev der derved produceret tilstrækkelig strøm til at drive kølevandspumperne. Dette var tidligere blevet afprøvet på en anden reaktor af samme type, i øvrigt under iagttagelse af alle sikkerhedsforskrifter, med det resultat at turbinerne ikke leverede strøm nok til pumperne. Derpå havde man modificeret turbinerne på Tjernobyl-værket og ønskede nu at gentage forsøget.
Efter planen skulle reaktoren reguleres ned fra de maksimale 3200 megawatt varmeenergi til 1000 megawatt for at gennemføre forsøget under mere sikre forhold. Imidlertid steg behovet for elektricitet uventet netop den fredag eftermiddag, så forsøget blev udskudt til ud på aftenen.
Da forsøget blev iværksat, blev reaktorens ydelse sænket for hurtigt, så den endte helt nede på 30 megawatt: Ved så lav en ydelse ophobes isotopen xenon-135 i reaktoren, et stof, der absorberer de neutroner, der indgår i reaktorens tilsigtede kædereaktioner og dermed yderligere "bremser" reaktorens ydelse. Selv om denne "hårde opbremsning" var på kanten af, hvad sikkerhedsprocedurerne tillod, valgte de ledende medarbejdere at fortsætte med eksperimentet frem for at standse reaktoren. Men i stedet for de planlagte 1000 megawatt besluttede man at udføre eksperimentet ved 200 megawatt.
For at kompensere for de xenon-135 der "bremsede" reaktoren, trak man kontrolstængerne ud; længere end sikkerhedsforskrifterne tillader under normale forhold.
Som en del af planen for forsøget blev den gruppe kølevandspumper, der skulle drives af turbinen og generatoren, startet klokken 1:05; derved overskred gennemstrømningen af kølevand de grænser, der var fastlagt i sikkerhedsprocedurerne. Klokken 1:19 øgedes gennemstrømningen yderligere, og eftersom vand også bidrager til at absorbere neutroner og derved hæmmer kernereaktionerne, måtte man trække flere kontrolstænger ud for at holde reaktoren i gang — en temmelig ustabil og farlig driftstilstand for reaktoren.
Klokken 1:23:04 var der ingen indikationer i kontrolrummet på reaktorens ustabile tilstand, og der er intet der tyder på, at de tilstedeværende har været klar over situationens alvor. Den eksterne strømforsyning til kølevandspumperne var slået fra, så de nu fortsatte på strømmen fra de endnu snurrende generatorer og turbiner; herved faldt vandgennemstrømningen.
Da reaktoren blev koblet fra turbinen, øgedes mængden af damp i reaktorkernen, og da kølevandets temperatur steg, begyndte det at koge og danne dampbobler i kølevandsrørene. Dampbobler har ikke det flydende vands evne til at absorbere neutroner, og især i RBMK-reaktoren medvirker dette til pludseligt at sætte fart i kerneprocesserne.
Klokken 1:23:40 aktiverede personalet "AZ-5"-knappen ("Hurtig nødværge 5"), som stopper reaktoren ved at skubbe samtlige kontrolstænger, inklusive dem der tidligere var blevet trukket ud manuelt, helt ind i reaktoren. Man ved ikke, om det skete som reaktion på, at "noget var galt", eller reaktoren blot blev standset, efter at forsøget var gennemført. Det formodes, at stoppet blev udløst som "svar" på den pludselige og uventede stigning i reaktoreffekten, men føromtalte afdelingsingeniør Dyatlov skriver i sin bog om hændelsen:
| Citat                     | Før 1:23:40 registrerede de centrale kontrolsystemer ... ingen ændringer i parametrene, der kunne begrunde et nødstop. Kommissionen ... indsamlede og analyserede store mængder materiale og kunne, som de skriver i deres rapport, ikke finde en årsag til, at nødstoppet blev iværksat. Der var ingen grund til at lede efter en årsag. Reaktoren blev ganske enkelt standset, efter at forsøget var tilendebragt. | Citat |
| Afdelingsingeniør Dyatlov | |       |

Da det tager 18-20 sekunder for automatikken at skubbe kontrolstængerne helt ind, fik kontrolstængernes grafitspidser i nogle sekunder processen til at accelerere. På grund af den forøgede varmeudvikling blev de kanaler i reaktoren, som kontrolstængerne stikkes ind i, vredet skæve. Stængerne satte sig fast, da de endnu kun var nået en tredjedel af vejen ind i reaktoren, og derefter var der intet, der kunne standse kerneprocesserne. Klokken 1:23:47 steg ydelsen til omkring 30 gigawatt, 10 gange den effekt der var normalt for reaktoren. Brændselsstavene begyndte at smelte, og damptrykket steg, indtil reaktoren gav efter og eksploderede. Eksplosionen rev "låget" over reaktoren løs og sendte det op igennem reaktorbygningens tag og rev kølevandsrørene over.
Eftersom Tjernobyls forholdsvis store reaktorer ikke var omgivet af en komplet indkapsling, kunne det radioaktive materiale undslippe den skadede reaktor. Hullet i loftet gav adgang for ilten i den atmosfæriske luft, så der nu udbrød brand i de glohede rester af reaktorens grafitmoderator. Denne brand var stærkt medvirkende til spredningen af radioaktivt materiale til omgivelserne. Beboere omkring værket så den radioaktive sky; den havde en markant "selvlysende" glød.
Der er en del uenighed om det præcise hændelsesforløb, eftersom øjenvidneforklaringer og de data, der blev registreret på selve værket, er i indbyrdes modstrid på visse punkter. De fleste er enige om den udlægning, der er givet ovenfor; ifølge denne teori indtraf den første eksplosion lige omkring klokken 1:23:47, syv sekunder efter at AZ-5-standsningen blev iværksat. Andre kilder, herunder den kommission som Sovjetregeringen nedsatte til at undersøge ulykken, hævder, at den første eksplosion skete enten før eller lige omkring tidspunktet, hvor reaktoren blev standset.

Disse få sekunders forskel er afgørende, for hvis reaktoren "løb løbsk" efter forsøget på at standse den, må ulykken tilskrives kontrolstængerne og deres grafitspidser, mens en eksplosion omtrent samtidig med nødstoppet ville placere ansvaret på personalet. Faktisk blev der registreret, hvad der svarer til et jordskælv på 2,5 på den åbne Richterskala i området omkring Tjernobyl klokken 1:23:39. Situationen kompliceres af, at der blev trykket på AZ-5-stopknappen flere gange, og at den person, der trykkede på den, døde af strålesyge to uger efter ulykken.
I januar 1993 udgav IAEA en revideret analyse af ulykken, hvori hovedårsagen tilskrives reaktorens indretning og ikke fejl begået af personalet. I deres analyse fra 1986 var konklusionen den stik modsatte, nemlig at personalets handlinger var den primære årsag til ulykken.

## Efterspillet på Tjernobyl-værket
Tragedien blev forværret af, at administrationen på værket hverken var forberedt på eller havde udstyr til at håndtere en sådan ulykke. Med to undtagelser havde samtlige dosimetre i hele reaktor 4's område en topgrænse på 1 milli-røntgen per sekund; de to undtagelser kunne måle indtil 1000 røntgen i sekundet, men det ene instrument lå i ruinerne og var således uden for rækkevidde, og det andet gik i stykker, så snart man tændte for det. Personalet kunne således kun gætte på, at strålingsniveauet i det meste af reaktorbygningen måtte være over 4 røntgen pr. time, om end de faktiske værdier sine steder var op til 20.000 røntgen i timen — dødelig dosis er et sted omkring 500 røntgen fordelt over 5 timer.
De antagede 4 røntgen i timen gav lederen Alexander Akimov anledning til at tro, at reaktoren stadig var intakt, til trods for at der lå stumper af grafit og atombrændsel rundt omkring værket. Målinger lavet med et andet dosimeter, der blev bragt ind i bygningen kl. 4:30, blev ignoreret under henvisning til, at instrumentet måtte være defekt. Akimov og hans hold blev i reaktorbygningen indtil næste morgen og forsøgte at pumpe vand ind i reaktoren. Ingen af dem bar beskyttelsesudstyr, og de fleste, herunder Akimov selv, døde indenfor de første tre uger efter ulykken.
Kort efter ulykken ankom brandfolk og forsøgte at slukke brandene. De første var en gruppe under ledelse af løjtnant Vladimir Pravik (der døde den 9. maj 1986). Den fik ikke noget at vide om farerne ved radioaktiviteten i røgen og vragdelene, så da ilden var slukket omkring klokken 5, havde mange brandfolk modtaget enorme doser stråling. En af dem nåede, inden han døde, at fortælle om radioaktivitetens "metalliske smag" og fornemmelsen af utallige små "nålestik" i ansigtet.
De såkaldte "likvidatorer", soldater og arbejdere der fik ordre på at rydde op på værket, pådrog sig store strålingsdoser. Ifølge sovjetiske oplysninger var mellem 300.000 og 600.000 af disse mennesker involveret i oprydningsarbejdet inden for en zone indtil 30 kilometer fra værket — mange af disse startede dog først deres arbejde to år efter ulykken.
Det vand, der var pumpet ind i reaktoren i et forgæves forsøg på at slukke branden, var løbet ned under gulvet i reaktorhallen og havde samlet sig i hulrum nedenunder. Brændende materiale på reaktorgulvet truede med at "brænde igennem" gulvet og nå ned til vandet; skete dette ville vandet komme i kog og muligvis udløse endnu større dampeksplosioner end den indledende ulykke. Sand og andre materialer, der var blevet nedkastet fra helikoptere, havde blot forværret denne krise. To af disse blev sendt ind med våddragter for at dræne det opsamlede og stærkt radioaktive vand for derved at undgå den truende eksplosion.
De mest radioaktive murbrokker blev indsamlet fra, hvad der var tilbage af selve reaktoren. I løbet af den første uge efter ulykken blev reaktoren begravet i 5000 ton sand, bly og borsyre, nedkastet fra helikoptere.
Mange af de køretøjer, som "likvidatorerne" benyttede, står den dag i dag spredt rundt omkring i området, da køretøjerne er stærkt radioaktive.

## Sarkofagen
I et forsøg på at afskærme omgivelserne fra den radioaktive stråling i resterne af reaktoren blev der i al hast opført den såkaldte sarkofag af stål og beton omkring den, oven i ruinerne af reaktorbygningen, og undertiden ved hjælp af fjernstyrede robotter — den stod færdig i december 1986. Den har aldrig været beregnet til at holde de 100.000 år, det vil tage for radioaktiviteten at "klinge af".
To store bjælker der bærer taget, hviler i sig selv på den beskadigede vestlige væg af reaktorhallen. De værste huller i taget bliver repareret, men sarkofagen er langt fra vand- eller lufttæt. Alligevel kan den holde på en varm, fugtig luft, som eroderer materialerne i sarkofagen. Radioaktivt støv i luften derinde er også et voksende problem, som kun blev delvis afhjulpet med et luftfiltreringsanlæg, man installerede i 2001.
Der trænger til stadighed vand ind gennem afskærmningen, og dette vand transporterer den radioaktive forurening med sig og spreder den i den ødelagte reaktorhal og kan muligvis ende med at forurene grundvandet. Kælderen under reaktorhallen fyldes langsomt med vand, der er forurenet nok til at klassificeres som højradioaktivt affald.
En anden risiko er det "låg" over reaktoren, som ved den indledende eksplosion blev skudt oven ud af reaktoren, hvorefter det faldt ned og satte sig fast i en vinkel cirka 15 grader fra lodret — fastholdt alene af nogle murbrokker og rester af reaktorhallen. Hvis den falder ned, kan den i værste fald få hele sarkofagen til at styrte sammen. Hvis det sker, risikerer man et nyt udslip, denne gang i form af radioaktivt støv til omgivelserne.

### The Chernobyl Fund
Fondet The Chernobyl Fund blev etableret på et G7-topmøde i 1997 med henblik på at stabilisere reaktoren og sarkofagen og derefter opføre en ny indkapsling omkring begge dele. Ifølge det oprindelige budget ville prisen blive 768 millioner amerikanske dollars. Den nye afskærmning spænder over 270 meter og bliver det største flytbare objekt, der nogensinde er konstrueret; den skal bygges et stykke fra selve værket for at undgå strålingen og derefter "køres i stilling" over den eksisterende sarkofag.

## Sovjetregeringens handlinger
En regeringskomité under ledelse af Valri Legasov blev nedsat om aftenen den 26. april med henblik på at undersøge ulykken. På det tidspunkt var to døde og andre 52 hospitalsindlagt, så i løbet af natten mellem den 26. og 27. april, mere end et døgn efter eksplosionen, måtte komitéen erkende, at reaktoren var ødelagt og følgelig beordre den nærliggende by Pripjat evakueret — dette blev iværksat 12 timer senere. For at begrænse mængden af bagage fik beboerne at vide, at der var tale om en midlertidig foranstaltning af omtrent 3 dages varighed. I dag findes der stadig personlige ejendele i Pripjat, der ikke kan fjernes derfra på grund af strålingen.

## Radioaktivt udslip
Nedsmeltningen udløste en radioaktiv sky, der bredte sig over Rusland, Hviderusland, Ukraine, dele af Tyrkiet, Moldova, Rumænien, Litauen, Finland, Danmark, Norge, Sverige, Østrig, Ungarn, Tjekkiet, Slovakiet, Slovenien, Polen, Schweiz, Tyskland, Italien, Frankrig, Storbritannien og helt over til Canada. Selv i en sø i Japan blev der opdaget meget radioaktivitet.
Sovjetiske videnskabsfolk meddelte, at reaktor 4 på Tjernobyl-værket indeholdt 180-190 tons atombrændsel i form af urandioxid samt fissionsprodukter. Estimaterne over, hvor meget af dette der blev slynget ud ved eksplosionerne, varierer mellem 5 og 30 procent, men visse "likvidatorer", der selv har været på stedet, hævder, at højst 5 til 10% stadig ligger i resterne af reaktoren. Billeder derfra viser en tom reaktorskal.
Det "oprindelige" udslip af radioaktivt materiale afhang hovedsageligt af de enkelte stoffers kogepunkter:
- Alle ædelgasser, herunder krypton og xenon, i reaktoren blev øjeblikkelig frigivet ved den første dampeksplosion.
- Cirka 44% af det radioaktive jod blev frigivet i form af dampe, partikler på fast form, samt som jodholdige organiske forbindelser.
- Cæsium og tellur blev frigivet i form af aerosoler.

Der blev frigivet radioaktive partikler i to størrelser; nogle små der målte fra 0,3 til 1,5 mikrometer, og nogle større på 10 mikrometer. De store partikler indeholder omkring 80-90% af de ikke-flygtige radioisotoper der slap ud.
Ved eksplosionen undslap ikke blot partikler fra atombrændslet, men også langt farligere radioisotoper som cæsium-137, jod-131, strontium-90, plutonium-241 med flere.
Forureningen fra Tjernobylulykken er meget ujævnt fordelt på de omkringliggende landområder, samlet i "klumper" afhængig af vind og nedbør i dagene efter ulykken.
Den stråling, man kan måle i det fri omkring ulykkesstedet, kommer fra forskellige radioisotoper afhængigt af, på hvilket tidspunkt efter ulykken man måler strålingen: De stoffer, der oprindeligt slap ud af reaktoren, er siden henfaldet til andre stoffer, der udsender deres egen radioaktivitet og selv henfalder til atter andre isotoper.

## Antallet af dræbte ved ulykken
Der er stærkt delte meninger om, hvor mange dødsofre Tjernobylulykken krævede. Forskellige kilder angiver vidt forskellige bud på, hvor mange der er døde og vil dø som en direkte konsekvens af ulykken.

### Chernobyl Forum-rapporten
I september 2005 udkom en rapport fra The Chernobyl Forum, bestående af flere FN-organisationer samt regeringerne i Hviderusland, Rusland og Ukraine. Ifølge den bliver det samlede antal døde som følge af ulykken 4000. Dette omfatter de 47 oprydningsarbejdere og redningsfolk, der døde af akut strålesyge, 9 tilfælde af kræft i skjoldbruskkirtlen hos børn, samt 4000 "ekstra" kræfttilfælde blandt de 600.000 mennesker, der deltog i oprydningen. Hertil forudsiger rapporten 5000 "nye" dødsfald i de værst forurenede områder i de tre tidligere sovjetrepublikker. I alt 9000 dødsfald ud af de 6.8 millioner påvirkede sovjetborgere.

### TORCH 2006-rapporten
Det tyske medlem af Europaparlamentet Rebecca Harms bestilte en rapport, TORCH (The Other Report on Chernobyl) i 2006 som "modsvar" til Chernobyl Forum-rapporten: I den står:
"Målt på areal blev Hviderusland (22% af landarealet) og Østrig (13%) mest påvirket af forhøjede mængder af forurening. Andre lande blev alvorligt ramt; for eksempel blev mere end 5% af Ukraine, Finland og Sverige stærkt forurenet (over 40.000 Bq/m² cæsium-137). Mere end 80% af Moldova, den europæiske del af Tyrkiet, Slovenien, Schweiz, Østrig og Slovakiet blev forurenet i mindre grad (mere end 4000 Bq/m² cæsium-137). Og 44% af Tyskland og 34% af Storbritannien blev tilsvarende forurenet."
FN-rapporten betragtede områder med mere end 40.000 Bq/m² mens TORCH-rapporten også inkluderede områder med stråling ned til 4000 Bq/m² fra cæsium-137.
Ifølge TORCH-rapporten landede mere end halvdelen af den mængde jod-131, der undslap fra Tjernobyl, udenfor de tre tidligere sovjetrepublikker. Mulige stigninger i antallet af tilfælde af kræft i skjoldbruskkirtlen er blevet konstateret i Tjekkiet og Storbritannien, men at der kræves yderligere undersøgelser, før man kan sige noget om tilfælde i Vesteuropa af kræft i skjoldbruskkirtlen i forhold til Tjernobylulykken. Rapporten forudsiger mellem 30.000 og 60.000 "ekstra" dødsfald som følge af kræft, men advarer om, at disse forudsigelser afhænger stærkt af nogle risikofaktorer, man kun kan gisne om; alene af den grund varierer "forudsigelserne" af disse kræftdødsfald mellem 18.000 og 66.000.

### Greenpeace
Greenpeace hævdede at have opdaget uoverensstemmelser i Chernobyl Forum-rapporten og citerede en rapport fra 1998 udgivet af WHO, som forudsagde 212 dødsfald blandt 72.000 oprydningsarbejdere og redningsfolk. I deres egen rapport hævdede Greenpeace, at der vil være 270.000 tilfælde af kræft, som kan tilskrives Tjernobylulykken, og at 93.000 af disse vil være dødelige. Men rapporten advarer om, at de seneste statistiske data fra de tre tidligere sovjetrepublikker tyder på, at yderligere 200.000 muligvis er døde i perioden fra 1990 til 2004. Ifølge kampagneleder Blake Lee-Harwood hos Greenpeace vil kræfttilfældene være årsag til mindre end halvdelen af dødsfaldene; de andre skyldes problemer med organer og kirtler, hjerte og blodkredsløb, vejrtrækningen og svækket immunforsvar.

### IPPNW-rapporten fra 2006
Ifølge en rapport udgivet i april 2006 af den tyske afdeling af International Physicians for Prevention og Nuclear Warfare (IPPNW) under titlen "Health Effects of Chernobyl" lider mere end 10.000 mennesker af kræft i skjoldbruskkirtlen, og man forventer 50.000 tilfælde. Rapporten forudsiger titusindvis af dødsfald blandt de, der ryddede op i ruinerne lige efter ulykken. Den hævder, at der i Europa er observeret 10.000 misdannelser hos nyfødte som en konsekvens af udslippet fra Tjernobyl med 5000 dødsfald blandt disse nyfødte til følge. Endvidere skal hundredtusinder af de, der arbejdede på ulykkesstedet i dag være syge som følge af stråling, og titusinder blandt dem er døde.

### Andre undersøgelser
- Ukraines sundhedsminister hævdede i 2006, at mere end 2,4 millioner ukrainere, herunder 428.000 børn, har helbredsproblemer som følge af ulykken. Ligesom i FN-rapporten peges der på de psykologiske eftervirkninger blandt de, der blev tvunget til at flytte.
- Ifølge en undersøgelse er dødsraten steget i Sverige som følge af ulykken.
- Union Chernobyl, der er hovedorganisationen for de "likvidatorer", der blev sat til at rydde op på værket, hævder, at 10% af de oprindelige 600.000 nu er døde, og at andre 165.000 er blevet handicappede.

## Umiddelbare konsekvenser
De allerførste indikationer i udlandet på, at der var sket noget med et atomkraftværk i Sovjetunionen, kom fra Sverige, hvor man den 27. april fandt radioaktive partikler i tøjet på medarbejdere ved atomkraftværket i Forsmark. Efter at have ledt forgæves efter lækager eller andre problemer i Forsmarks reaktorer opstod mistanken om en større ulykke et sted i den vestlige del af Sovjetunionen.
I Frankrig hævdede man fra statslig side, at den radioaktive sky var standset ved den tysk-italienske grænse, så selv om visse fødevarer var blevet forbudt i Italien, tog den franske administration ikke tilsvarende initiativer for at undgå at sprede frygt i befolkningen.

## Langsigtede konsekvenser
Umiddelbart efter ulykken var det primære sundhedsmæssige problem radioaktivt jod med en halveringstid på otte dage (hvilket betyder, at stoffet afgiver sin radioaktivitet hurtigt og intenst). Visse børn i de forurenede områder blev udsat for høje doser af op til 50 Gray på grund af radioaktivt jod-131 de fik i sig via lokalt fremstillet mælk. Talrige undersøgelser viser stærkt forhøjede forekomster af kræft i skjoldbruskkirtlen hos børn i Hviderusland, Rusland og Ukraine. Indtil videre har ulykken ikke vist sig i statistikkerne for leukæmi, men det forventes indenfor få år, sammen med andre kræftformer der dog ikke vil slå nær så tydeligt igennem i statistikkerne.
I dag er det største sundhedsmæssige problem forurening af jorden med strontium-90 og cæsium-137, der har halveringstider omkring 30 år. De største koncentrationer findes i jordens overfladelag, hvorfra planter, insekter og svampe optager dem og bringer dem ind i fødekæden. Nogle videnskabsfolk frygter, at strålingen vil påvirke den lokale befolkning i talrige generationer fremover.
Spørgsmålet om langtidsvirkningerne af Tjernobylulykken er kontroversielt. I alt blev over 300.000 mennesker genhuset udenfor området, men millioner boede og bor stadig i forurenede områder. På den anden side modtager mange af dem så små "ekstra" strålingsdoser derved, at man ikke ser nogen sikre tegn på forøgede dødelighed eller forekomst af kræft eller medfødte defekter som følge af strålingen. Ifølge en videnskabelig undersøgelse har Tjernobyl-ulykkens radioaktive stråling givet i hvert fald træerne varige mén.
Ifølge en anden undersøgelse har fugle fået mindre hjerner, end før ulykken.
Bureaukratiet og hemmelighedskræmmeriet "døde" ikke helt sammen med Sovjetunionen. I Hviderusland blev videnskabsmanden Juryj Bandazjevskij kendt skyldig og dømt for bestikkelse, efter han i 1999 udgav en rapport, der var kritisk overfor den officielle undersøgelse af ulykken. Bl.a. har han rejst kritik af de officielle tal for ulykkens konsekvenser og af den officielle strålingsgrænse på 1000 becquerel per kilogram.

### Fødevarerestriktioner
Tyve år efter ulykken er der stadig regler i kraft vedrørende produktion, transport og brug af fødevarer, der er forurenet med radioaktivitet fra Tjernobyl. I dele af Sverige og Finland er der regler for husdyr, herunder rensdyr, der lever i naturlige eller nær ved naturlige omgivelser. Ifølge TORCH 2006-rapporten kan radioaktiviteten fra cæsium-137 i svampe, bær og rovfisk fra visse egne af Tyskland, Østrig, Sverige, Finland, Litauen og Polen nå op på flere tusinde becquerel per kilogram, og i vildsvinekød fra Tyskland er der målt indtil 40.000 Bq/kg. Gennemsnittet er 6800 Bq/kg.; mere end 10 gange EU's grænseværdi. Som følge heraf har EU-kommissionen meddelt, at restriktionerne på visse fødevarer fra visse medlemslande derfor fortsat må opretholdes i mange år endnu.
Pr. 2006 er 200.000 får på 374 gårde i Storbritannien stadig underlagt regler, der kræver, at de bliver undersøgt for stråling og muligvis ikke får lov til at indgå i fødevareforsyningen.
I Norge blev samerne ramt af forureningen ved, at deres rensdyr havde spist lav, som er særlig følsomt overfor radioaktivitet.

## Tjernobyl-værket afvikles
Problemerne på Tjernobyl-kraftværket endte ikke med ulykken i reaktor nr. 4. Den ødelagte reaktor blev afskærmet, og 200 meter beton blev anbragt mellem reaktor 4 og de dele af anlægget, der stadig var i brug. Ukraines regering lod de tre tilbageværende reaktorer fortsætte driften på grund af energimangel i landet. I 1991 udbrød der brand i reaktor nr. 2, som derefter blev opgivet og taget ud af drift. Reaktor nr. 1 blev dekommissioneret i november 1996 som en del af en aftale med internationale organisationer, herunder IAEA. Og i november 2000 slukkede Ukraines præsident Leonid Kuchma personligt for reaktor nr. 3 under en officiel ceremoni og lukkede dermed for hele kraftværket.

## Sammenligning med andre ulykker
Tjernobyl-ulykken er blevet sammenlignet med Bhopalulykken i 1984, hvor en kemisk fabrik i Bhopal i Indien lækkede 40 tons giftig metylisocyanat, hvorved 15.000 mennesker blev dræbt, og mellem 150.000 og 600.000 andre kom til skade.
Andre menneskeskabte ulykker med store dødstal er:
- Oversvømmelsen i Johnstown i 1889; 2209 dræbte.
- Banqiao-dæmningen, 1975; 171.000 dræbte.
- Great Smog of 1952 i London; omkring 12.000 dræbte.

Andre atomulykker og ulykker med radioaktiv stråling er forekommet gennem årene, om end ingen i omfang nærmer sig Tjernobylulykkens omfang. Andre kendte dødsulykker indenfor civil atomkraft har omfattet en eller to omkomne. Ved branden i Windscale i 1957 og nedsmeltningen på Tremileøen i 1979 var der ingen dødsfald.
Tjernobyl-ulykken er blevet filmatiseret i HBO serien "Chernobyl" fra 2019

## Programmet "inside the Sarcophagus"
I starten af det nye årtusind viste kanalen UK Horizon dele af ældre optagelser, samt nyere, inde fra sarkofagen. I programmet udtaler en nu pensioneret atomforsker, at sarkofagen er så korroderet, at der indenfor de næste 20 år er 90% risiko for, at sarkofagen falder sammen. Der er i dag ifølge dette program to store trusler fra Tjernobyl. Den ene trussel er de celler, der under nedsmeltningen som sammen med sand og dannede store glaskugler, der er ekstremt radioaktive (i tv programmet fortæller man om stråling på over 200 røntgen). Disse glasklumper er i dag ved at nedbrydes og kan slippe det dødsensfarlige materiale ud. Der er en stigende frygt for, at det vil nå grundvandet. En anden mere akut problemstilling er den forfaldne sarkofag, der er fyldt med store mængder radioaktivt støv, som ved en sammenstyrtning vil blive sendt ud over et stort område.
Programmet konkluderer, at sarkofagen skal være en konstruktion, der kan holde i 100.000 år, ca. 10 gange længere end pyramiderne.[kilde mangler]